# Granada antitanque n.º 73
La granada n.º 73 (en inglés: No. 73 grenade), conocida también como "bomba Thermos", "bomba Woolworth", o "granada de percusión manual", era una granada antitanque británica empleada durante la Segunda Guerra Mundial. Obtuvo su apodo por su parecido con un termo. 

## Desarrollo
Con el final de la Batalla de Francia y la evacuación de la Fuerza Expedicionaria Británica (FEB) desde el puerto de Dunkerque entre el 26 de mayo y el 4 de junio de 1940, una invasión alemana de Gran Bretaña parecía probable. El Ejército Británico no estaba adecuadamente equipado para defender el país ante tal situación; en las semanas posteriores a la evacuación de Dunkerque solamente podía desplegar veintisiete divisiones. El Ejército padecía una grave escasez de cañones antitanque, porque 840 habían sido abandonados en Francia y solo 167 estaban disponibles en Gran Bretaña; la munición para los cañones restantes era tan escasa, que los reglamentos prohibieron su empleo para entrenamiento.
A causa de estas desventajas, se desarrollaron nuevas armas antitanque para equipar al Ejército británico y la Home Guard con los medios para repeler los tanques alemanes. Muchas de estas armas eran granadas antitanque, que podían producirse en grandes cantidades en poco tiempo y a bajo costo. Estas incluían la granada antitanque n.º 74, conocida también como "bomba pegajosa", cuya carcasa estaba cubierta con un adhesivo fuerte y se adhería al vehículo, y la granada incendiaria especial n.º 76, que básicamente era una bomba incendiaria cuya mezcla de fósforo blanco iba contenida en un recipiente de vidrio, como una versión más compleja del cóctel Molotov (que emplea un líquido inflamable y un trapo encendido como "espoleta"). Ian Hogg afirma que la granada más sencilla de todas estas era la n.º 73. 

## Diseño
La granada antitanque n.º 73 tenía una forma cilíndrica y una tapa de plástico enroscada, similar a la de un termo, de donde se derivó su apodo de "bomba Thermos". Tenía un diámetro de 89 mm y una longitud de 280 mm, pesando 2 kg. Su carga explosiva consistía en 1,6 kg de gelatina polar de amonal y dinamita o nitrogelatina - ambas siendo muy inflamables y podían detonar por el impacto de balas de fusil y ametralladora. Cuando era lanzada contra un tanque u otro vehículo, una cinta con contrapeso sostenida en la mano del usuario se desenrollaba y jalaba el pasador de seguridad de la espoleta de impacto Tipo 247 (el mismo modelo empleado en la bomba Gammon y en la granada n.º 69); esto armaba y después detonaba la granada. A causa de su peso, solamente podía lanzarse a corta distancia, limitando su alcance entre 9 m y 14 m, mientras que su detonación podía herir al usuario si no se ponía a cubierto antes de esta. Podía perforar 51 mm de blindaje, así como "dañar gravemente cualquier tanque ligero". Era más efectiva contra las orugas de un tanque, que podían romperse fácilmente por las esquirlas y la onda expansiva, obligando a sus tripulantes a detenerse y repararlas.

## Historial de combate
La granada antitanque n.º 73 fue suministrada a fines de 1940, pero rara vez era empleada en el papel para el cual había sido diseñada; en cambio, se le retiraba su espoleta y era empleada como una carga de demolición. Fue retirada de servicio al año siguiente, siendo puesta en servicio nuevamente en 1943 como carga de demolición. El 27 de mayo de 1942, una versión modificada de esta granada fue empleada en el asesinato de Reinhard Heydrich, cuando el paracaidista Jan Kubiš la lanzó contra el automóvil de Heydrich en Praga. A esta granada se le había acortado su carcasa.